# Liste des genres de carnivores
- Haut – A
- B
- C
- D
- E
- F
- G
- H
- I
- J
- K
- L
- M
- N
- O
- P
- Q
- R
- S
- T
- U
- V
- W
- X
- Y
- Z

## A
- - Acinonyx
  - Ailuropoda
  - Ailurus
  - Amblonyx
  - Aonyx
  - Arctictis 
  - Arctocephalus
  - Arctogalidia
  - Arctonyx
  - Atelocynus
  - Atilax

## B
- - Bassaricyon
  - Bassariscus
  - Bdeogale

## C
- - Callorhinus
  - Canis
  - Caracal
  - Catopuma
  - Cerdocyon
  - Chrotogale
  - Chrysocyon
  - Civettictis
  - Conepatus
  - Crocuta
  - Crossarchus
  - Cryptoprocta
  - Cuon
  - Cynictis
  - Cynogale
  - Cystophora

## D
- - Diplogale
  - Dologale
  - Dusicyon

## E
- - Eira
  - Enhydra
  - Erignathus
  - Eumetopias
  - Eupleres
  - Eyra

## F
- - Felis
  - Fossa

## G
- - Galerella
  - Galictis
  - Galidia
  - Galidictis
  - Genetta
  - Gulo

## H
- - Halichoerus
  - Helarctos 
  - Helogale
  - Hemigalus
  - Herpailurus
  - Herpestes
  - Histriophoca
  - Hyaena 
  - Hydrictis
  - Hydrurga

## I
- - Ichneumia
  - Ictonyx

## L
- - Leopardus
  - Leptailurus
  - Leptonychotes
  - Liberiictis
  - Lobodon
  - Lontra
  - Lutra
  - Lutrogale
  - Lycaon
  - Lyncodon
  - Lynx

## M
- - Macrogalidia
  - Martes
  - Meles
  - Mellivora
  - Melogale
  - Melursus
  - Mephitis
  - Mirounga
  - Monachus
  - Mungos
  - Mungotictis
  - Mustela
  - Mydaus

## N
- - Nandinia 
  - Nasua
  - Nasuella
  - Neofelis
  - Neophoca
  - Nyctereutes

## O
- - Odobenus
  - Ommatophoca
  - Oncifelis
  - Oreailurus
  - Osbornictis
  - Otaria
  - Otocolobus
  - Otocyon

## P
- - Pagophilus
  - Paguma
  - Panthera
  - Paracynictis
  - Paradoxurus
  - Pardofelis
  - Phoca
  - Phocarctos
  - Poecilogale
  - Poiana
  - Potos
  - Prionailurus
  - Prionodon
  - Procyon
  - Profelis
  - Proteles
  - Pseudalopex
  - Pteronura
  - Puma
  - Pusa

## R
- - Rhynchogale

## S
- - Salanoia 
  - Speothos
  - Spilogale
  - Suricata

rapace

## T
- - Taxidea
  - Tremarctos

## U
- - Uncia
  - Urocyon
  - Ursus

## V
- - Viverra
  - Viverricula
  - Vormela
  - Vulpes

## Z
- - Zalophus